# Google Shopping
Google Shopping (ehemals Google Produktsuche, Froogle) ist eine Websuchmaschine des US-amerikanischen Unternehmens Google für Produkte. Im Juni 2017 wurde von der Europäischen Kommission eine Rekordstrafe von 2,42 Milliarden Euro gegen den Dienst verhängt, weil die eigenen Shopping-Ergebnisse unfair in der Google-Suche priorisiert wurden.

## Geschichte
Froogle besteht seit Dezember 2002 in den Vereinigten Staaten, in Großbritannien, und in der Betaphase seit 2008 auch in Deutschland. Im April 2007 wurde der Suchdienst von Froogle in Google Produktsuche umbenannt, nun heißt sie Google Shopping.

Ehemalige Logos
Froogle-Logo
„Google Produktsuche“

## Funktionsweise
Die Benutzung von Google Shopping ist für Käufer kostenlos; es finanziert sich durch Google Ads sowie Zahlungen der Verkäufer für Klicks auf ihre Produkte. Ursprünglich war das Angebot auch für Verkäufer kostenlos, wurde aber am 13. Februar 2013 kostenpflichtig.
Händler können ihre Produkte manuell oder mithilfe von Tools für Product Listing Ads (PLA) automatisiert eintragen. Früher bestand der Datenbestand von Google Shopping zudem aus automatisch durchsuchten Websites, ähnlich dem Datenbestand der Suchmaschine Google.
Das Angebot ist kein Onlineshop, es bietet lediglich Such- und Vergleichsfunktionen, sowie Links zu den Produktseiten anderer Onlineshops.

## Bedingungen
Um Produkte in Google Shopping einzubinden, wird ein Google-Ads-Konto, welches mit dem Merchant-Center-Konto verbunden ist, benötigt.

## Länder
Google Shopping ist derzeit in folgenden Ländern verfügbar: Australien, Österreich, Belgien, Brasilien, Kanada, Tschechische Republik, Dänemark, Frankreich, Deutschland, Indien, Irland, Italien, Japan, Mexiko, Norwegen, Polen, Neuseeland, Niederlande, Russland, Singapur, Südafrika, Spanien, Schweden, Schweiz, Türkei, Großbritannien und den USA.
Zudem sind folgende Länder in der Betaphase (Stand 10/2019): Algerien, Angola, Ägypten, Äthiopien, Bahrain, Bangladesch, Belarus, Costa Rica, Côte d’Ivoire, Dominikanische Republik, Ecuador, El Salvador, Finnland, Georgien, Ghana, Griechenland, Guatemala, Jordanien, Kambodscha, Kamerun, Kasachstan, Kenia, Kuwait, Madagaskar, Mauritius, Marokko, Mosambik, Myanmar, Nepal, Nicaragua, Nigeria, Oman, Pakistan, Panama, Paraguay, Peru, Puerto Rico, Rumänien, Sambia, Saudi-Arabien, Senegal, Simbabwe, Slowakei, Spanien, Sri Lanka, Tansania, Tunesien, Uganda, Ungarn, Uruguay, Usbekistan, Venezuela.